# Claude Kiambe
Claude Kiambe (* 16. září 2003 Boma), známý jako Claude, je je nizozemský zpěvák a skladatel konžského původu. Jeho debutový singl „Ladada (Mon dernier mot)“ se v roce 2022 dostal na první místo nizozemské singlové hitparády, do níž se následně dostaly ještě další čtyři jeho singly. Jeho debutové album Parler français vyšlo v roce 2024. V roce 2025 reprezentoval Nizozemsko na Eurovision Song Contest s písní „C'est la vie“.

## Mládí a vzdělání
Narodil se 16. září 2003 v Bomě v Konžské demokratické republice. Ve svých devíti letech společně s matkou a sourozenci uprchl do Nizozemska, kde zprvu žil v azylovém centru v Alkmaaru. Rodina se později přestěhovala do Enkhuizenu, kde Kiambe získal středoškolský diplom HAVO. Později studoval hotelový management, jehož studium ale přerušil; v období studií si mimo jiné přivydělával jako číšník v restauraci. Mluví holandsky, francouzsky a anglicky, za své hudební vzory uvádí Stromaëho a Lewise Capaldiho.

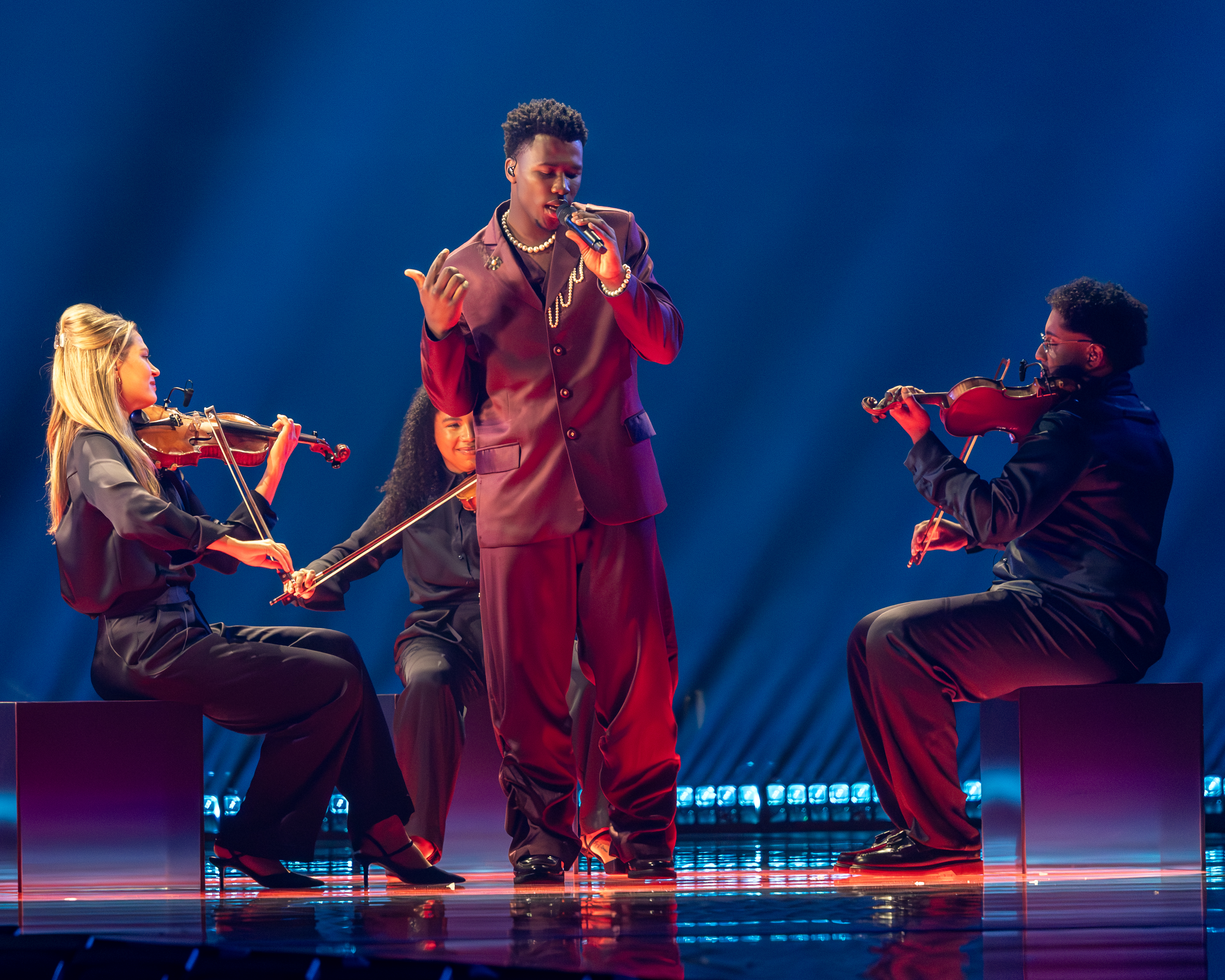
Claude vystupující s písní „C'est la vie“ na Eurovision Song Contest 2025 v Basileji

## Kariéra
V roce 2019 se Kiambe s písní „Papoutai“ zpěváka Stromaëho zúčastnil osmé sezóny nizozemské pěvecké soutěže The Voice Kids, kde byl vyřazen ve fázi bitev. O rok později zvítězil v castingové show Are You Next?, čímž si zajistil smlouvu s hudebním vydavatelstvím Cloud 9.
V následujících letech se zúčastnil různých konkurzů a pěveckých soutěží, kde se seznámil mimo jiné s hudebním producentem Arno Krabmanem a skladatelem Jorenem van der Voortem. Společně s nimi napsal nizozemsko-francouzskou píseň „Ladada (Mon dernier mot)“, která vyšla na konci roku 2022, a s níž dosáhl prvního místa v nizozemské hitparádě Dutch Top 40. Za píseň rovněž obdržel několik ocenění, například cenu 3FM Award pro nejlepšího hudebního nováčka, nebo ocenění „Qmusic Artist of the Year“. V roce 2023 měl vystoupit jako předskokan Stromaëho na koncertech v aréně Ziggo Dome, ty však byly kvůli zdravotním problémům Stromaëho zrušeny.
21. září 2024 byl hlavním hostem televizního pořadu Beste Zangers. O dva měsíce později vyšlo jeho debutové album s názvem Parler français.
Dne 19. prosince 2024 oznámila nizozemská veřejnoprávní televize AVROTROS, že Kiambe bude reprezentovat Nizozemsko na Eurovision Song Contest 2025 v Basileji. Jeho soutěžní skladba „C’est la vie“ byla vydána 27. února 2025. 13. května 2025 vystoupil v prvním semifinále, odkud se následně kvalifikoval do finále soutěže, v němž skončil na 12. místě se 175 body.

## Diskografie

### Studiová alba
- 2024: Parler français

### EP
- 2024: Beste Zangers 2024 (Claude)
- 2025: The Singles Collection

### Singly
- 2022: „Ladada (Mon dernier mot)“
- 2023: „Layla (Take Me on Your Way)“
- 2023: „Vas-y (Ga maar)“
- 2024: „Écoutez-moi“
- 2024: „Parler français“
- 2024: „La pression“
- 2024: „Je t'aime“ (s Zoë Tauranem)
- 2025: „C'est la vie“

## Ocenění a nominace
| Rok  | Ocenění                 | Kategorie                 | Nominovaný                               | Výsledek  | Ref.   |
| ---- | ----------------------- | ------------------------- | ---------------------------------------- | --------- | ------ |
| 2024 | 3FM Awards              | nejlepší nováček          | Claude                                   | vítězství | [ 13 ] |
| 2024 | 3FM Awards              | nejlepší umělec           | Claude                                   | nominace  | [ 14 ] |
| 2024 | 3FM Awards              | nejlepší píseň            | „Layla (Take Me on Your Way)“            | vítězství | [ 14 ] |
| 2024 | 3FM Awards              | nejlepší spolupráce       | „Vas-y (Ga maar)“ (s duem Suzan & Freek) | vítězství | [ 14 ] |
| 2024 | Qmusic Top 40 Awards    | nejlepší národní umělec   | Claude                                   | vítězství | [ 15 ] |
| 2024 | MTV Europe Music Awards | nejlepší nizozemská píseň | Claude                                   | nominace  | [ 16 ] |
| 2025 | 3FM Awards              | nejlepší umělec           | Claude                                   | nominace  | [ 17 ] |
| 2025 | 3FM Awards              | nejlepší album            | Parler français                          | vítězství | [ 17 ] |